# Echinopsis
Echinopsis je rod kaktusů, jež je považován za jeden z odolnějších a méně náročných z hlediska pěstování. Název rodu je odvozen z řečtiny. Pochází z řeckého slova "Echinos" (= ježek, mořský ježek) a latinského "opsis" (= vzhled), což charakterizuje typický vzhled většiny druhů rodu – kulovitý tvar s bohatým habitem tenkých dlouhých jehlovitých trnů. Rod Echinopsis je jedním v minulosti ze špatně specifikovaných rodů jihoamerických kaktusů, jež je nyní nově definovaný ICSO (Mezinárodní organizace pro výzkum sukulentů). Nejednotnost v názorech spočívala v začlenění různých skupin kaktusů, dříve samostatných rodů, pod tento rod jako podrody.

## Popis
Tvarem těla jsou obvykle kulovité později až protáhlé (kyjovité) i sloupovitě protažené středně velké až velké, s jednotlivým stonkem i odnožující. Včetně podrodů je zahrnuto v tomto rodu asi 128 druhů, které se vyskytují na jihoamerickém kontinentu.
Počtem a tvarem žeber, tvarem areol, počtem okrajových a středových trnů a jejich délkou, tvarem i barvou jednotlivé druhy varírují v široké škále (viz popisy dílčích taxonů).

### Květy
Na bočních areolách se často objevují silně ochlupená poupata, která se postupně vzpřimují a protahují se v dlouhou ochmýřenou trubku vlastního květu. Ten se u některých druhů plně rozvine až zvečera nebo v noci a většinou silně voní. Jejich doba kvetení je poměrně krátká (i jednodenní).
Květy jsou obvykle velké mnohdy s délkou 20 až 25, někdy i 30 cm a průměru až 8 cm. Barvou je většina květů ve škále od čistě bílé přes krémové nádechy až po růžové odstíny. Najdou se ale i druhy s květem červeným, krvavě rudým nebo i žlutým. Jsou to rostliny dlouhověké a některé druhy dosahují poměrně větších až decimetrových rozměrů.

### Plody
Kulovité až vejčité a někdy až podlouhlé mnohdy s nepravidelnou délkou, některé plody jsou i jedlé. Často jsou dužnaté. U některých rodů až poměrně suché, často prudce se otvírající. Semena jsou kulovitá až vejčitá černá a matná s patrným kruhovitým hilem.

## Výskyt a rozšíření
Kaktusy rodu Echinopsis jsou rozšířeny ve střední a jižní Brazílii, Paraguayi, Uruguayi, Peru, Bolívii, Argentině a v Chile. Rostou jak na slunných skalnatých místech, tak na pampách, na kamenitých, řídkou vegetací pokrytých svazích And tak i v řídkých lesních porostech a křovinových pásmech často až ve výškách kolem 3500 m n. m.

## Pěstování
Zemina velmi propustná, humózní, dostatečně výživná. Prospívá jim slunečné a vzdušné stanoviště jako i přistíněná místa s dostatečnou zálivkou a častým rosením. Chladné, světlé a suché přezimování při 5 – 8 st. C je základem úspěšného a opakovaného kvetení.

## Systematika
Prvopis rodu a popis typového druhu – Echinopsis eryriesii provedl a roku 1837 publikoval Joseph Gerhard Zuccarini. Následně N.Britton a J.Rose(1923) k tomuto rodu přiřadili dalších 28 druhů, dále popsali rod Lobivia s 20 druhy a akceptovali rod Trichocereus. Později Curt Backeberg přidal dalších 6 rodů, u nichž bylo jen málo opodstatněných argumentů k jejich samostatnému rodovému postavení. Roku 1974 prozkoumal a popsal semena Heimo Friedrich a následně popisy doplnily bratři Friedrich a Wolfgang Glaetzleové (1983), což vedlo k tomu, že dříve samostatné rody Helianthocereus, Hymenorebutia, Pseudolobivia, Soehrensia a Trichocereus byli přeřazeny k rodu Echinopsis. Následné vědecké rozbory a diskuse se pak vedly ještě o rodu Lobivia, který nyní patří do rodu Echinopsis a rodu Rebutia, který prozatím zůstal samostatným rodem.

## Fotogalerie

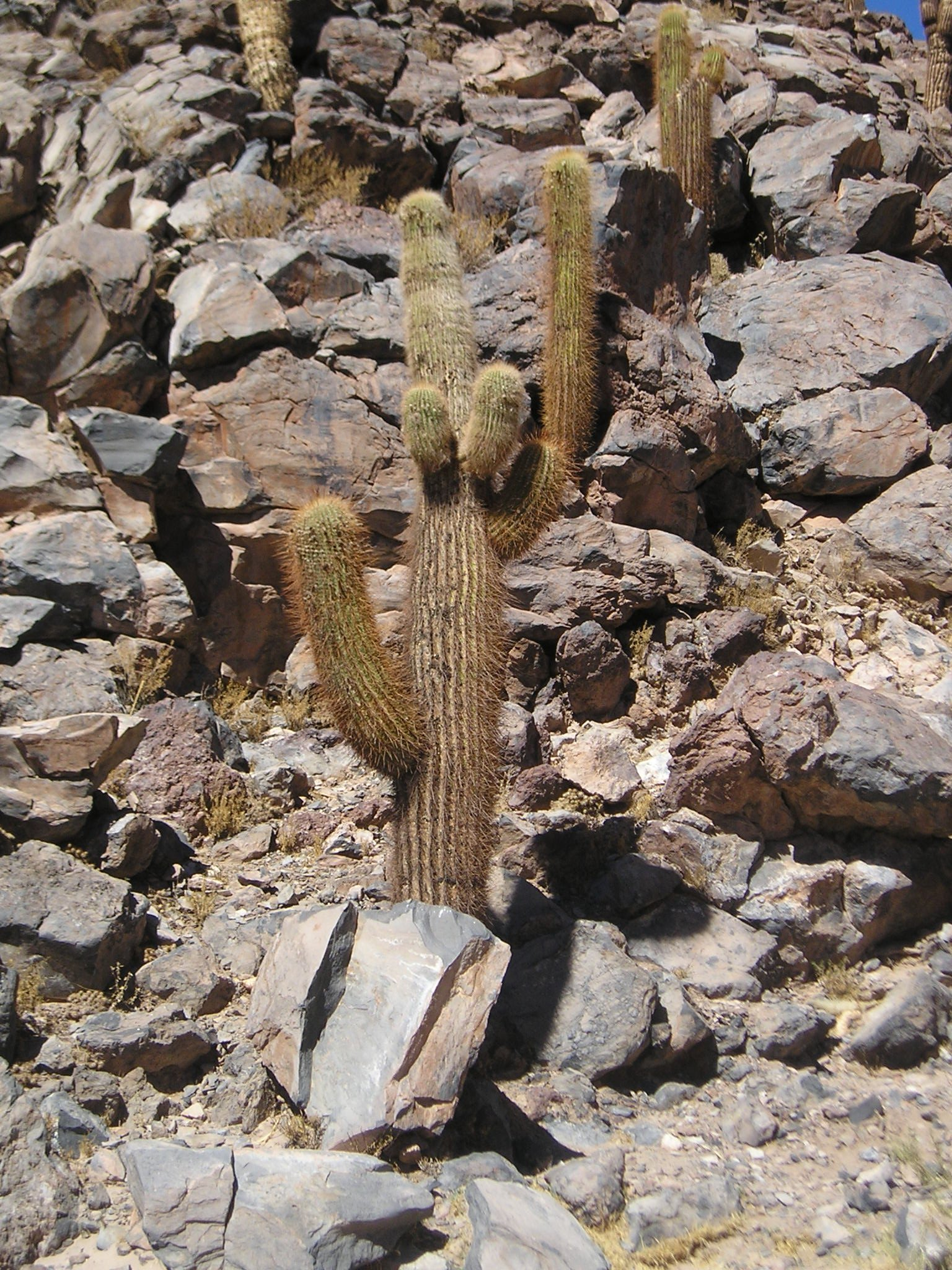
Echinopsis atacamensis
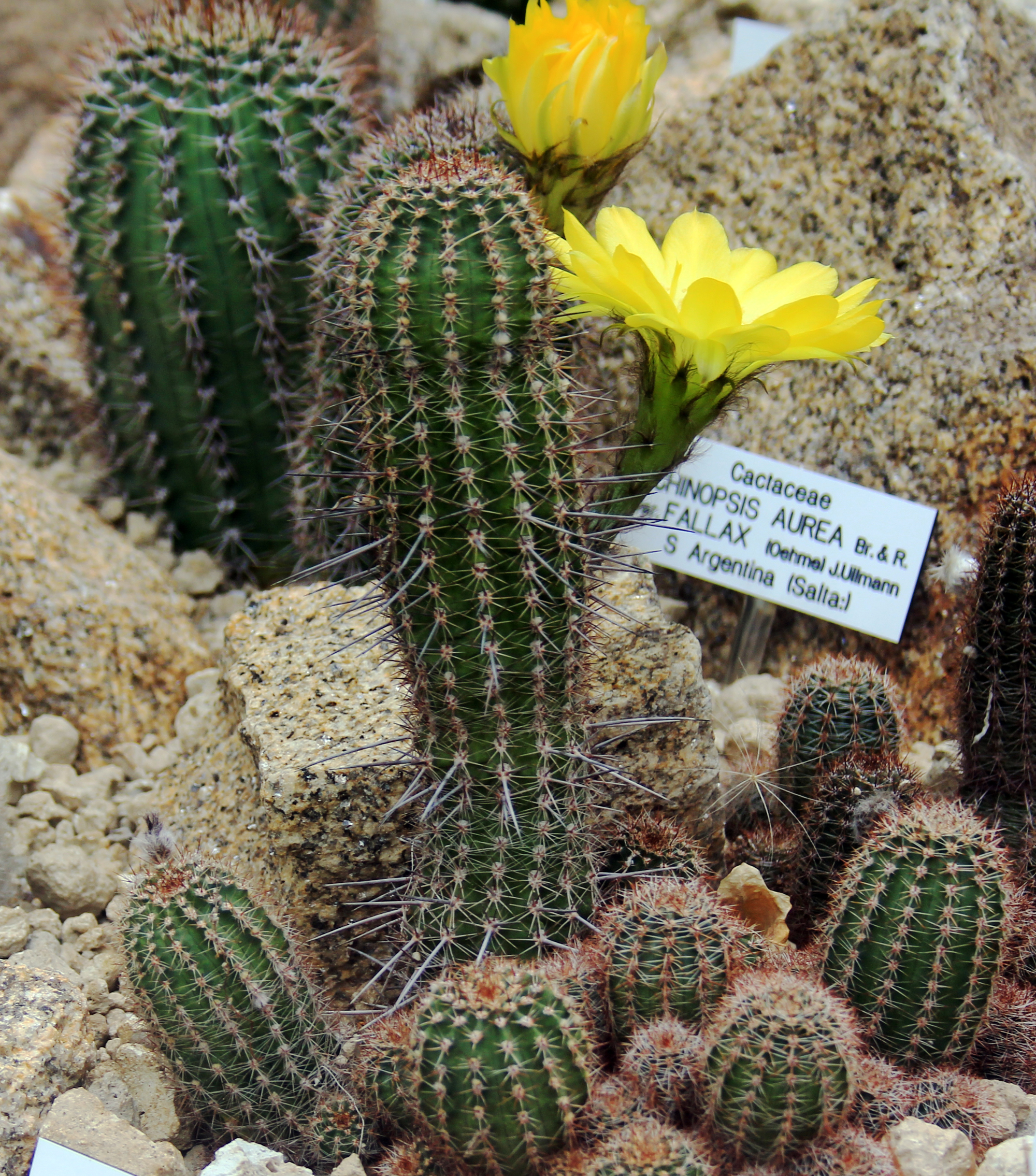
Echinopsis aurea
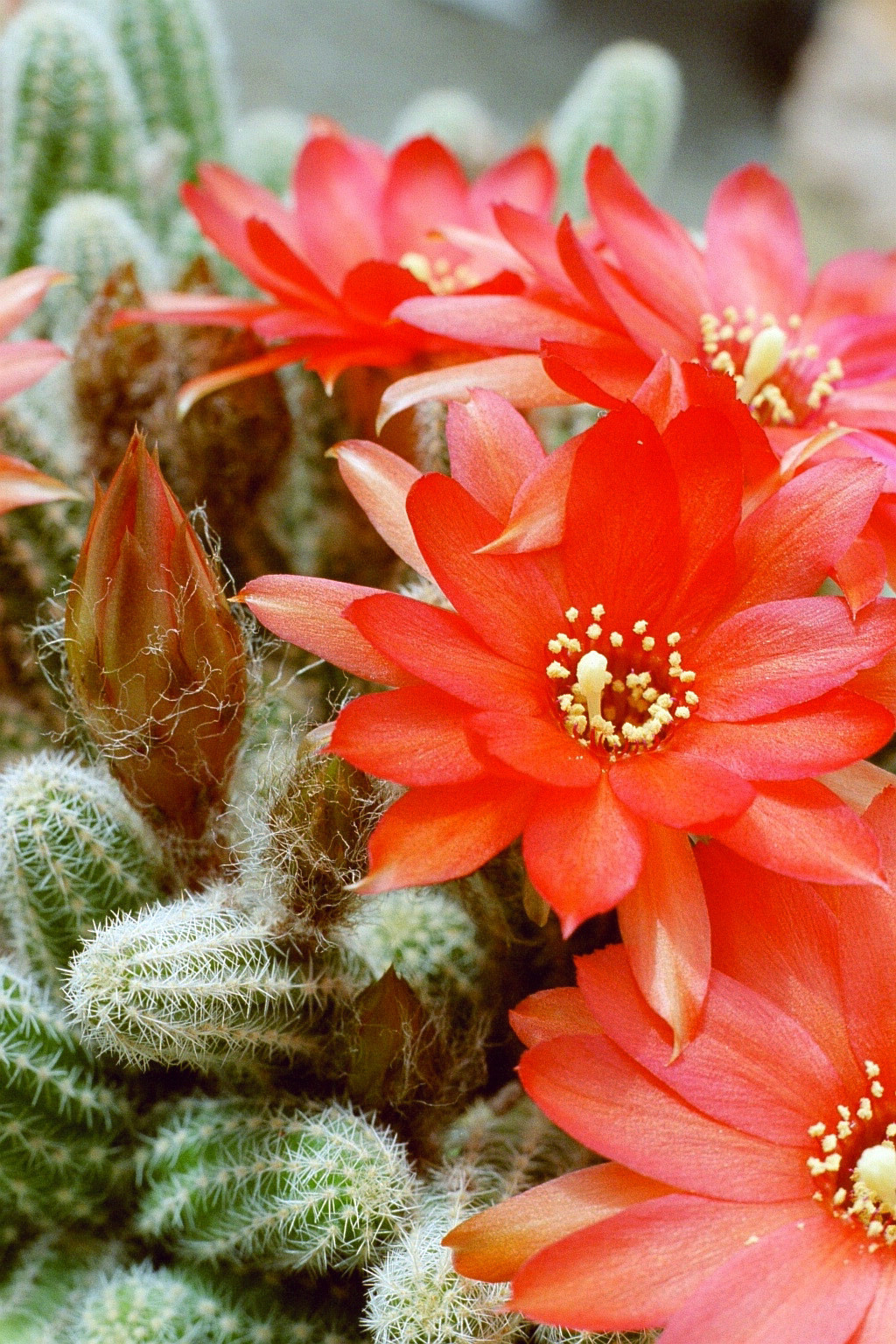
Echinopsis chamaecereus
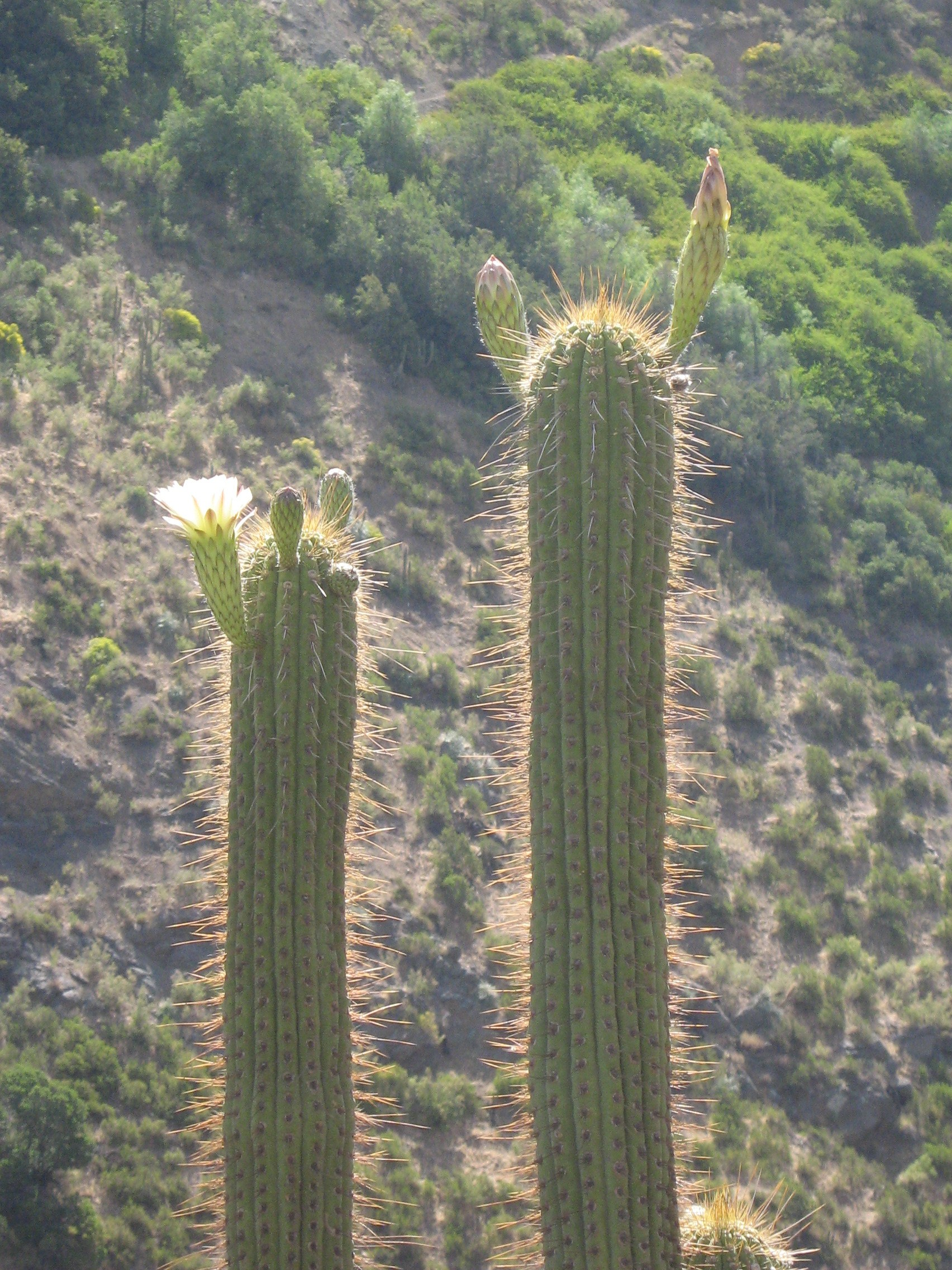
Echinopsis chiloensis
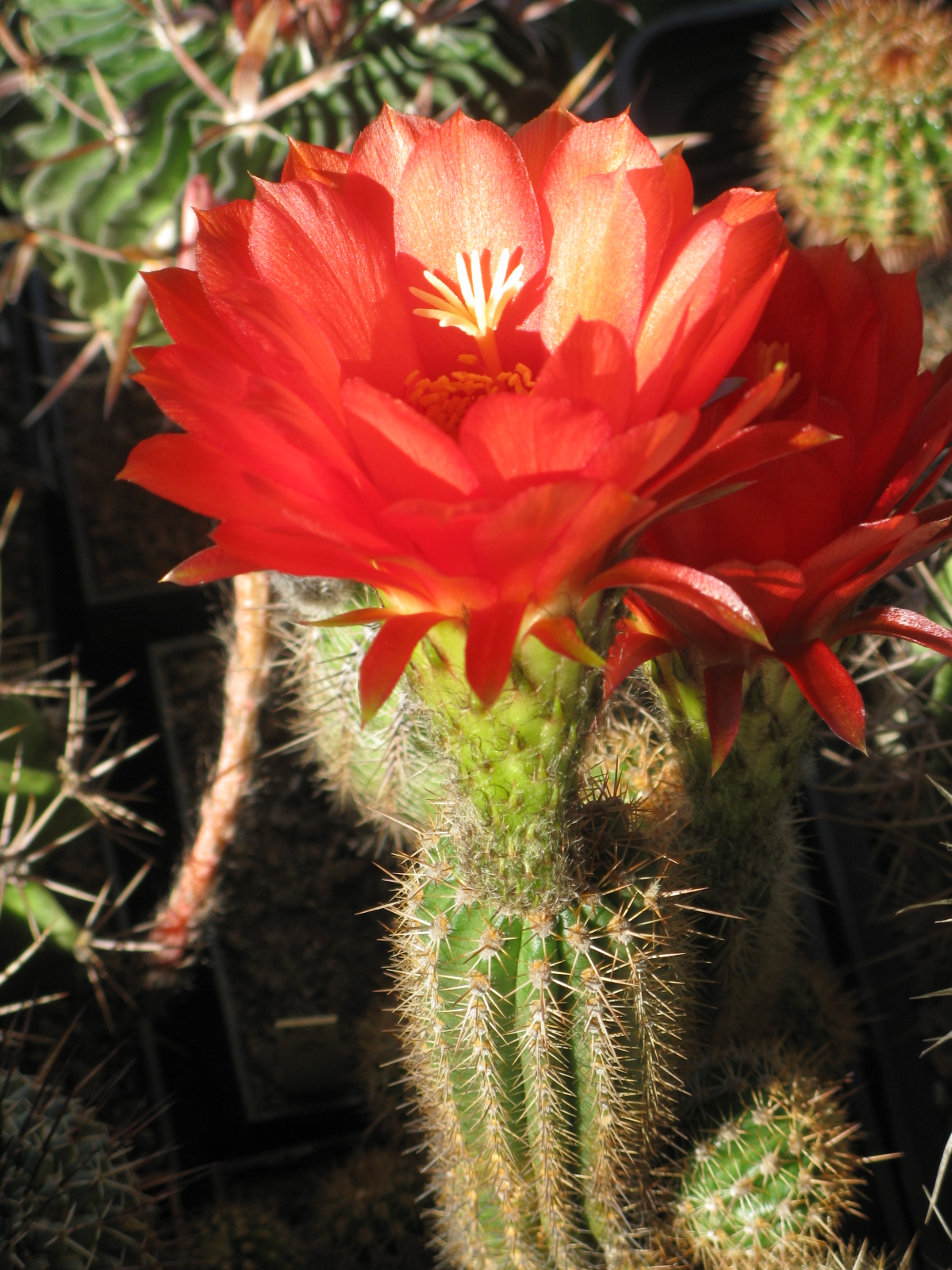
Echinopsis huascha var. rubriflora
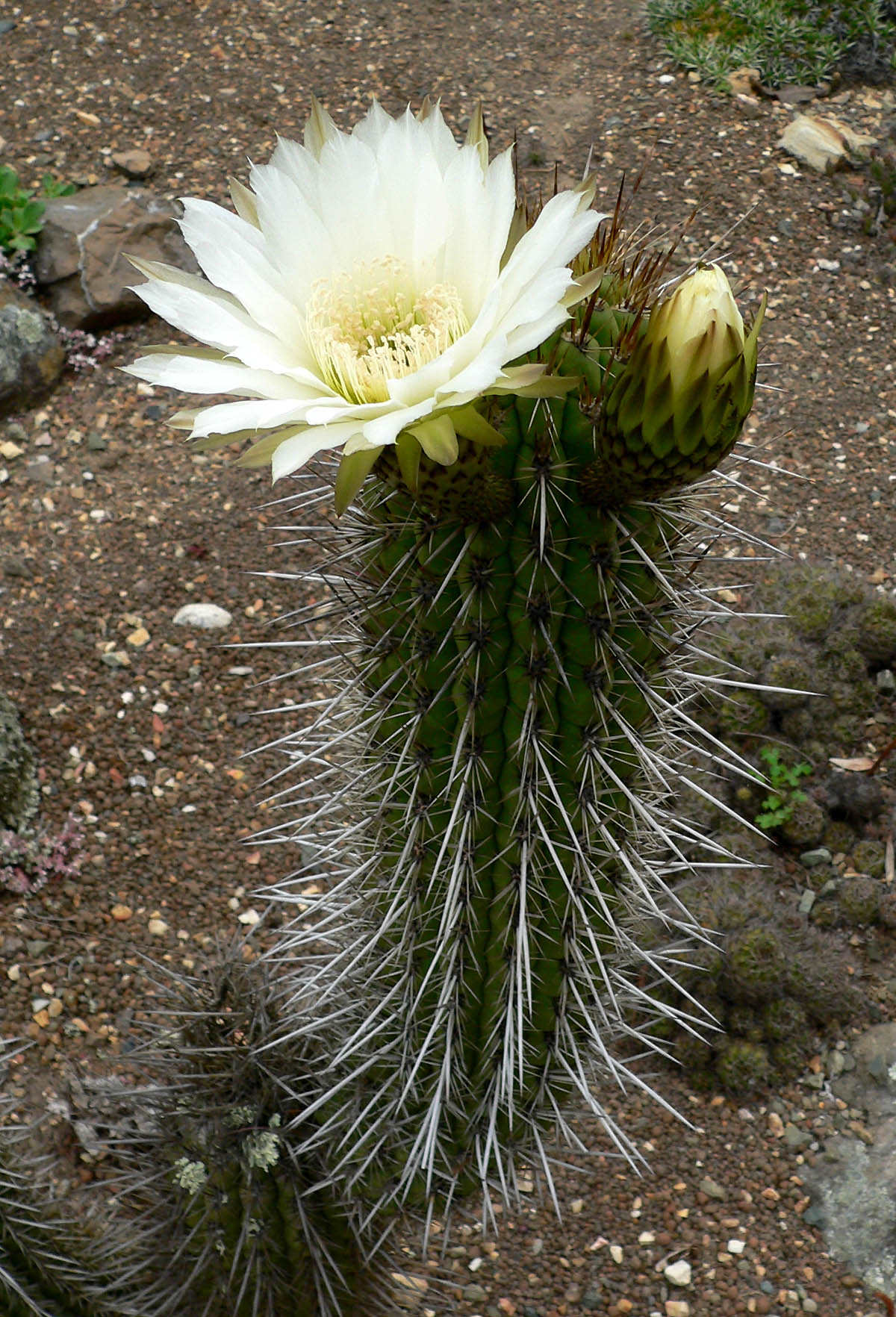
Trichocereus chiloensis
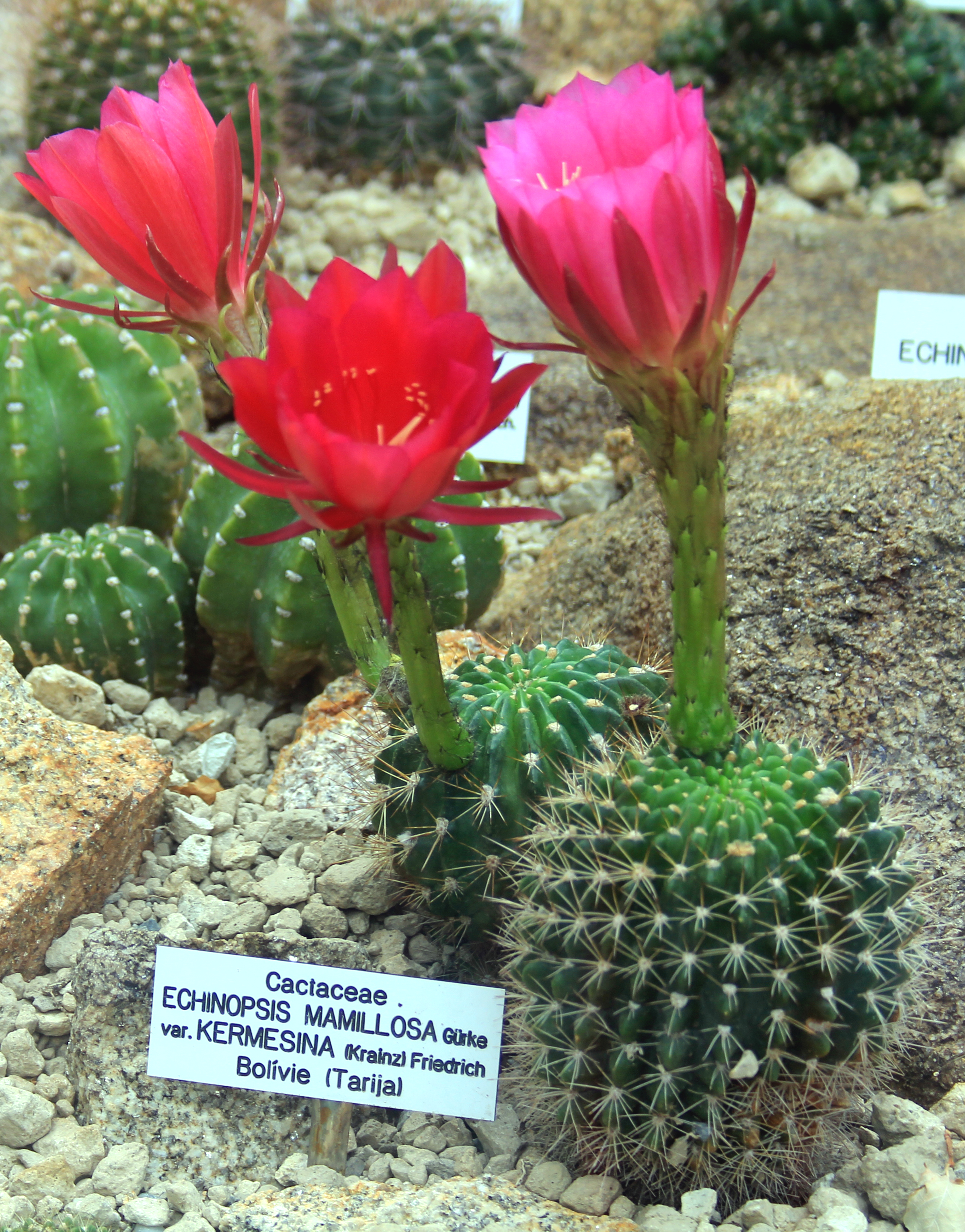
Echinopsis mamillosa
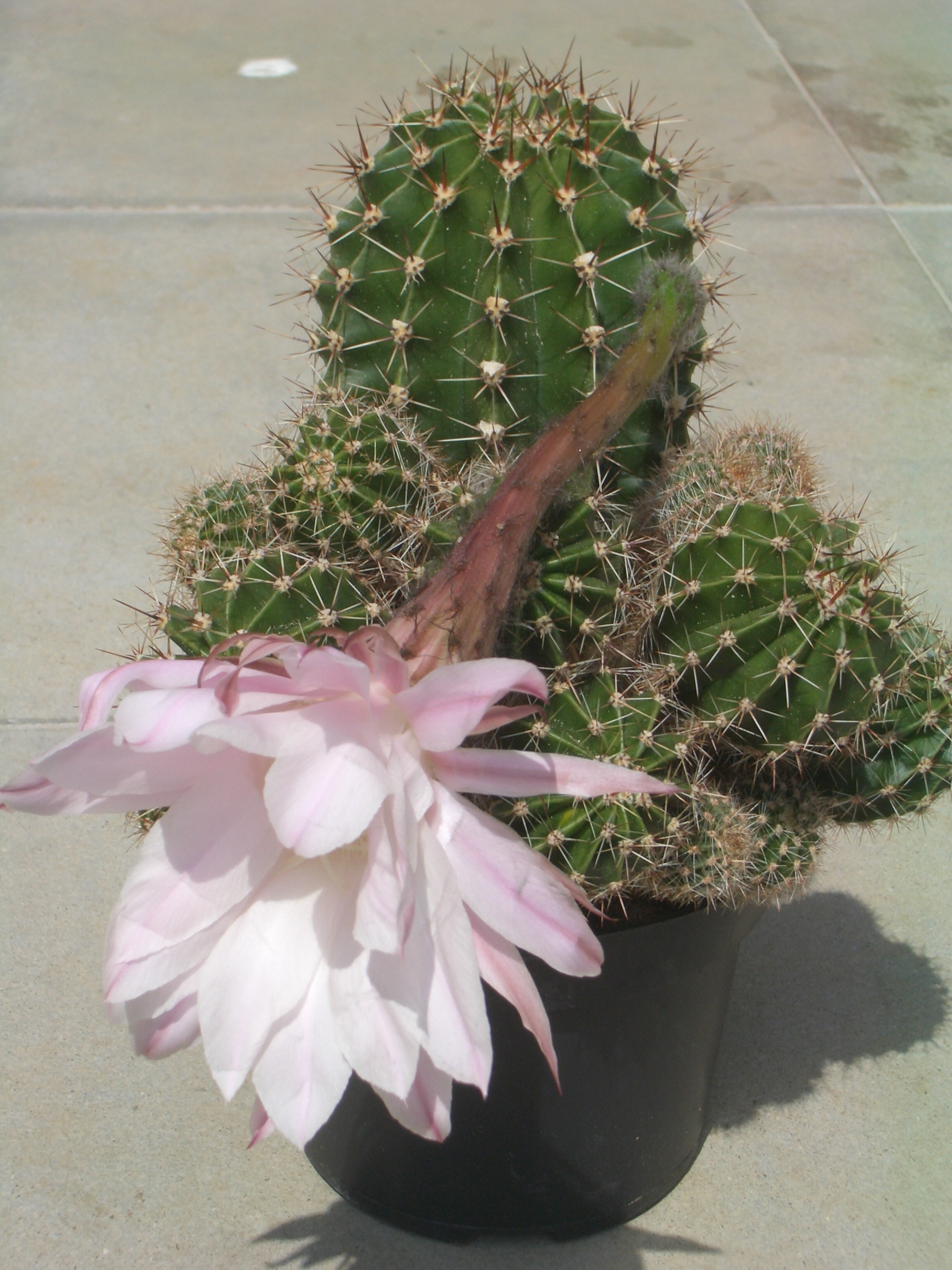
Echinopsis oxygona
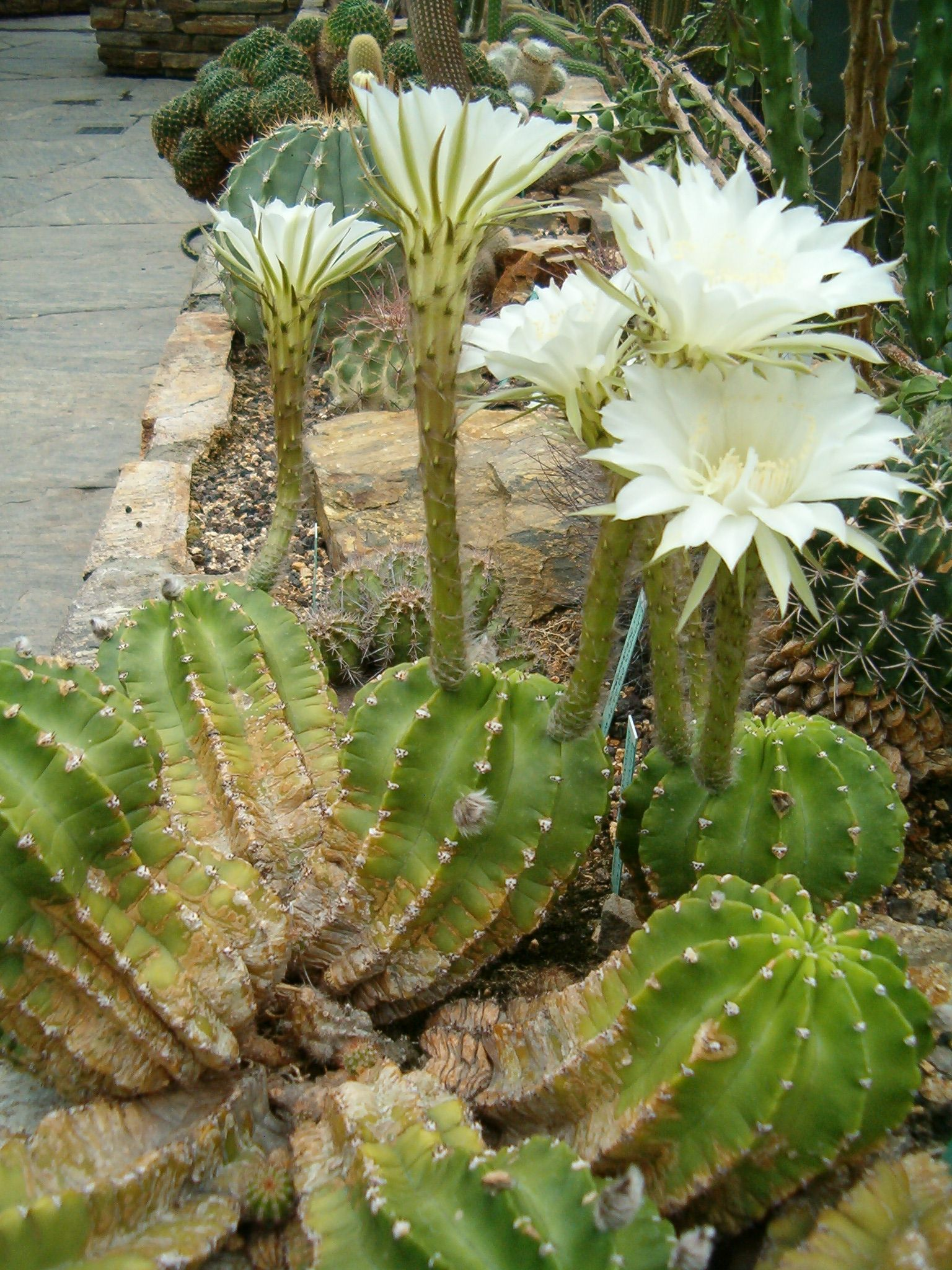
Echinopsis eyriesii
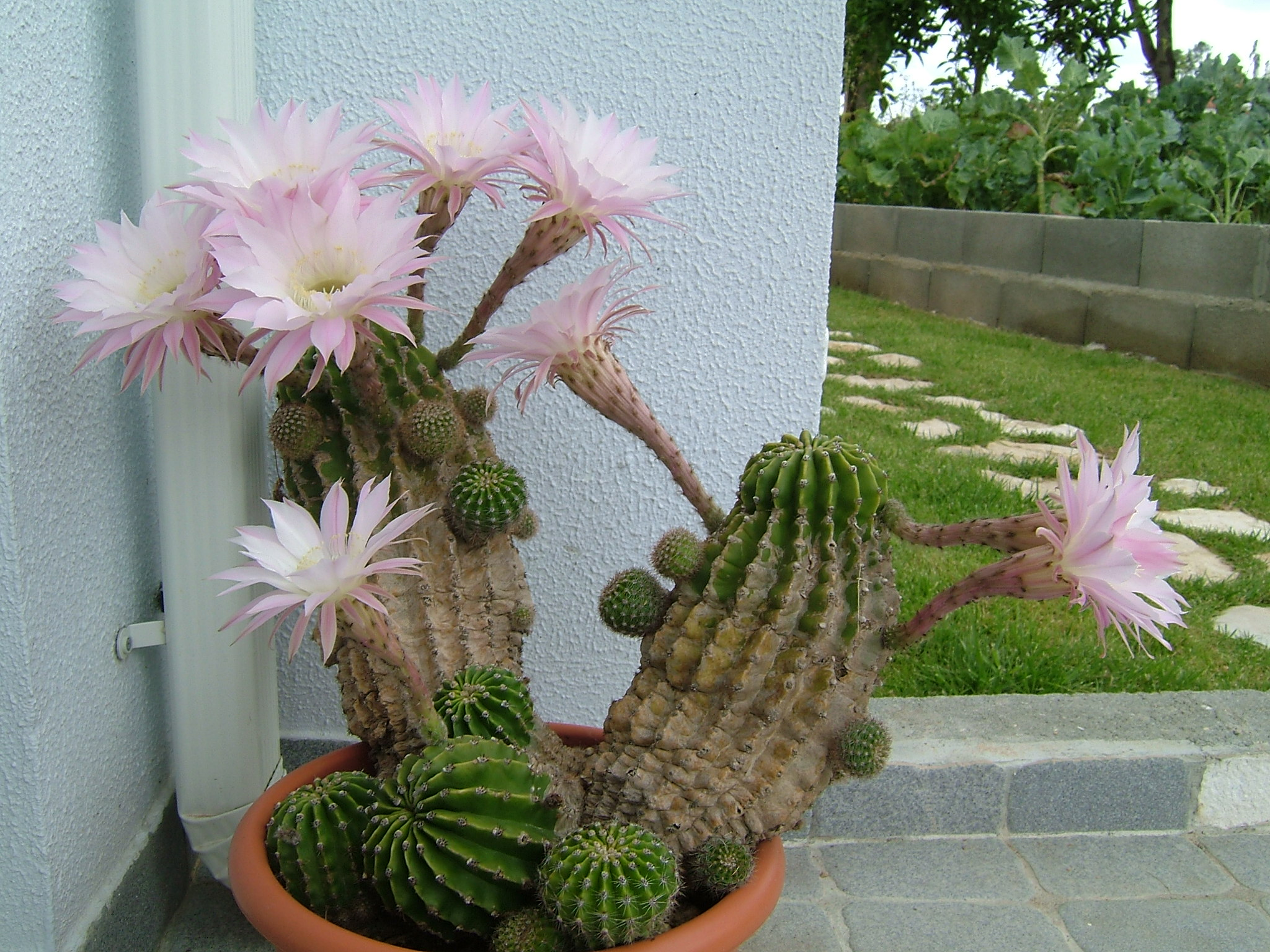
Echinopsis werdermannii